# Мордовник шароголовый
Мордо́вник шароголо́вый (лат. Echinops sphaerocephalus) — типовой вид растений рода Мордовник (Echinops) семейства Астровые (Asteraceae).

## Этимология названия
Латинский видовой эпитет sphaerocephalus происходит от греческих слов «sphaera», означающего «круглый», и «cephalus» — «голова». Русское видовое название является дословным переводом латинского названия.
Одним из распространённых обиходных народных названий мордовника является Синеголовник или Синеголов. Причём, таким же именем нередко обозначают многие другие растения, имеющие большею частью синие или синватые цветки, скученные в головку, такие как Кровохлёбка, Василёк, Горечавка, Осот, а также пахучка.
Равным образом, не уникально и обиходное название мордовник (часто употребляемое в форме мордвинник или мордвин),:98-99. В русском языке это растение входит в большую группу так называемых волчцов, колючих сорных растений, названия которых почти полностью взаимозаменяемы. Помимо основного фитонима для колючих сорных растений (чертополох), волчцы включают в себя некий общий набор «трав запустения», включающий в себя такие многозначные народные (обиходные) названия, как: будяк (бодяк), дедовник, лопух, репей (репейник), мордвин (мордвинник, мордовник), осот, татарин (татарник).:62
Все они отсылают к большому числу обширных таксонов (родов или отдельных видов растений), среди которых, в частности (по алфавиту): Agrimonia, Arctium, Carduus, Carlina, Cirsium, Sonchus, Echinops, Eryngium, Inula, Phlomis, Onopordon, Xanthium.:62:т.IV:1037-1038 При этом популярность и, соответственно, распределение народных имён в разных местностях и по частоте употребления неравномерно. К примеру, из перечисленных выше девяти русских обиходных фитонимов к родам Carduus и Cirsium применяются все девять, а к роду Arctium — шесть.:92-94 Под большинством из этих названий и можно встретить упоминания о мордовнике в русских говорах; и напротив, к примеру, белый бодяк или чертополох вполне может оказаться мордовником шароголовым.

## Ботаническое описание

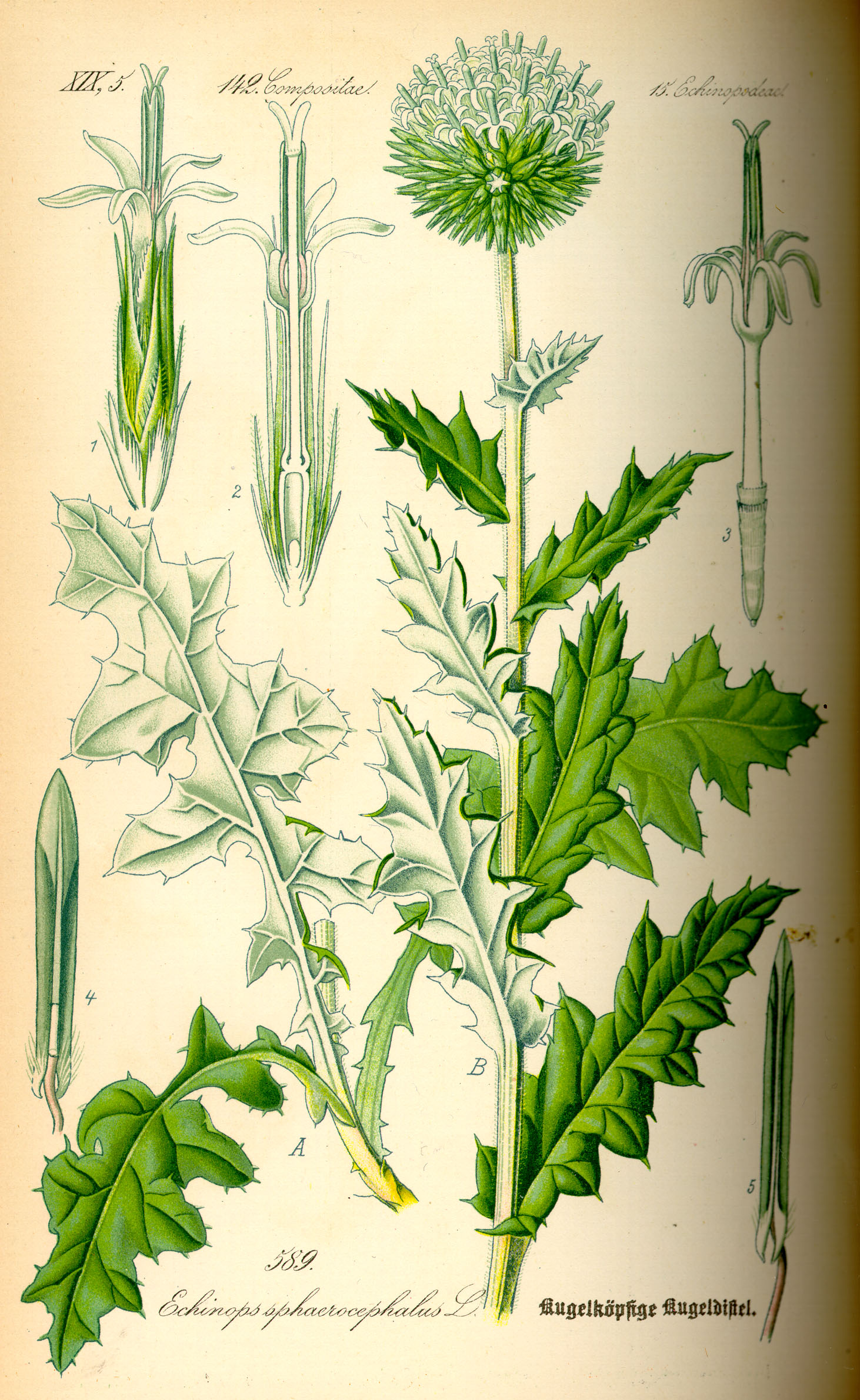
Мордовник шароголовный.

Многолетнее травянистое растение 1—2 м высотой.
Корень мясистый стержневой.
Стебель одиночный, прямостоячий, вверху ветвистый, округлый, железисто-опушенный, 70—150 см высотой.
Листья очередные, перисто-рассеченные, сидячие (кроме розеточных), со стеблеобъемлющим основанием, длиной 10—20 см, шириной 4—10 см. Сверху темно-зеленые, шероховатые от железистых волосков, снизу беловойлочные, по краю шиповатые или колючезубчатые.
Цветки трубчатые, собраны в крупные шаровидные соцветия диаметром 3—5 см. Венчик бледно-голубой или белый, пыльники тёмно-голубые. Цветет в июне—июле.
Плод — цилиндрическая семянка длиной 6—8 мм с чашевидным хохолком. Плодоносит в июле—сентябре.

## Химический состав
Плоды содержат алкалоиды, главным образом эхинопсин, жирное масло (до 28 %).

## Распространение и экология
Распространён на Украине, а также на Кавказе, в Средней Азии.
В России — в средней полосе и на юге европейской части, на юге Западной Сибири.
Обычно растёт по опушкам, в кустарниках, на лугах, иногда на каменистых и щебенистых склонах, известняковых обнажениях, у жилья.
Введён в культуру как лекарственное растение: размножается семенами, в первый год образуется розетка, на втором году зацветает. После плодоношения растения отмирают, но иногда из почек возобновления на корневой шейке образуются новые розетки. В сухих местообитаниях всегда ведет себя как монокарпик. Урожайность плодов в культуре — 8 ц/га.

## Значение и применение
До недавнего времени плоды служили сырьём для получения медицинского препарата «Эхинопсин». Алкалоид эхинопсин применяется в медицине при мышечной атрофии, периферических параличах, при радикулитах и плекситах, а также при гипертонии. В народной медицине используются отвары из семян и настойки из плодов при лечении головных болей, эпилептических припадков, рассеянного склероза и др. Жирное масло применяется наружно при некоторых кожных заболеваниях.
Из плодов получают жирное масло, пригодное для изготовления олифы.
В некоторых странах мордовник используется в пищу подобно артишоку.

### В пчеловодстве
Выдающийся позднелетний медонос (обильно выделяемый нектар иногда заливает всё соцветие; кроме нектара, медоносные пчёлы собирают с мордовника шароголового беловатую пыльцу). При благоприятных погодных условиях медоносность составляет до 1000 кг с гектара сплошных зарослей. По другим данным 650—700 кг/га. Нектар прозрачный и бесцветный, с приятным и лёгким пряным запахом. Концентрация сахара в нектаре 70%. Пыльники голубого цвета выделяют на одном растении от 118,8 мг до 179,3 мг беловатой пыльцы. Иногда на одной головке работает до 8 пчёл одновременно. Пчёлы работают в течение всего дня.
Мордовник шароголовый — один из лучших медоносов второй половины лета. Особенно ярко это проявилось в условиях экстремальной жары 2010—2011 гг. в европейской части России. Даже в таких условиях мордовник интенсивно выделял нектар в течение всего светового дня. Его посещали не только медоносные пчёлы, но и шмели, осы, бабочки. Это говорит о способности данной культуры переносить длительный период засухи, после чего цвести и продуцировать нектар.
Мёд с мордовника шароголового имеет светлый янтарный цвет. Обладает множеством лечебным свойств: нормализует артериальной давление, оказывает бодрящий эффект, тонизирует сосуды и сердце, поэтому лучше всего принимать ложку такого мёда в утренние часы. Если съесть ложку такого мёда перед сном, будет сложно уснуть. Мёд долго не кристаллизуется и идеально подходит для зимовки пчёл.